# Denis Phipps
Denis Phipps (né le 22 juillet 1985 à San Pedro de Macorís, République dominicaine) est un voltigeur au baseball. Il joue en 2012 pour les Reds de Cincinnati de la Ligue majeure de baseball et est, en date du 15 juillet 2014, un agent libre.

## Carrière
Denis Phipps signe son premier contrat professionnel en 2004 avec les Reds de Cincinnati. Il fait ses débuts dans le baseball majeur le 3 septembre 2012 à l'âge de 27 ans après près de sept saisons complètes dans les ligues mineures.